# Zegel (waarmerk)

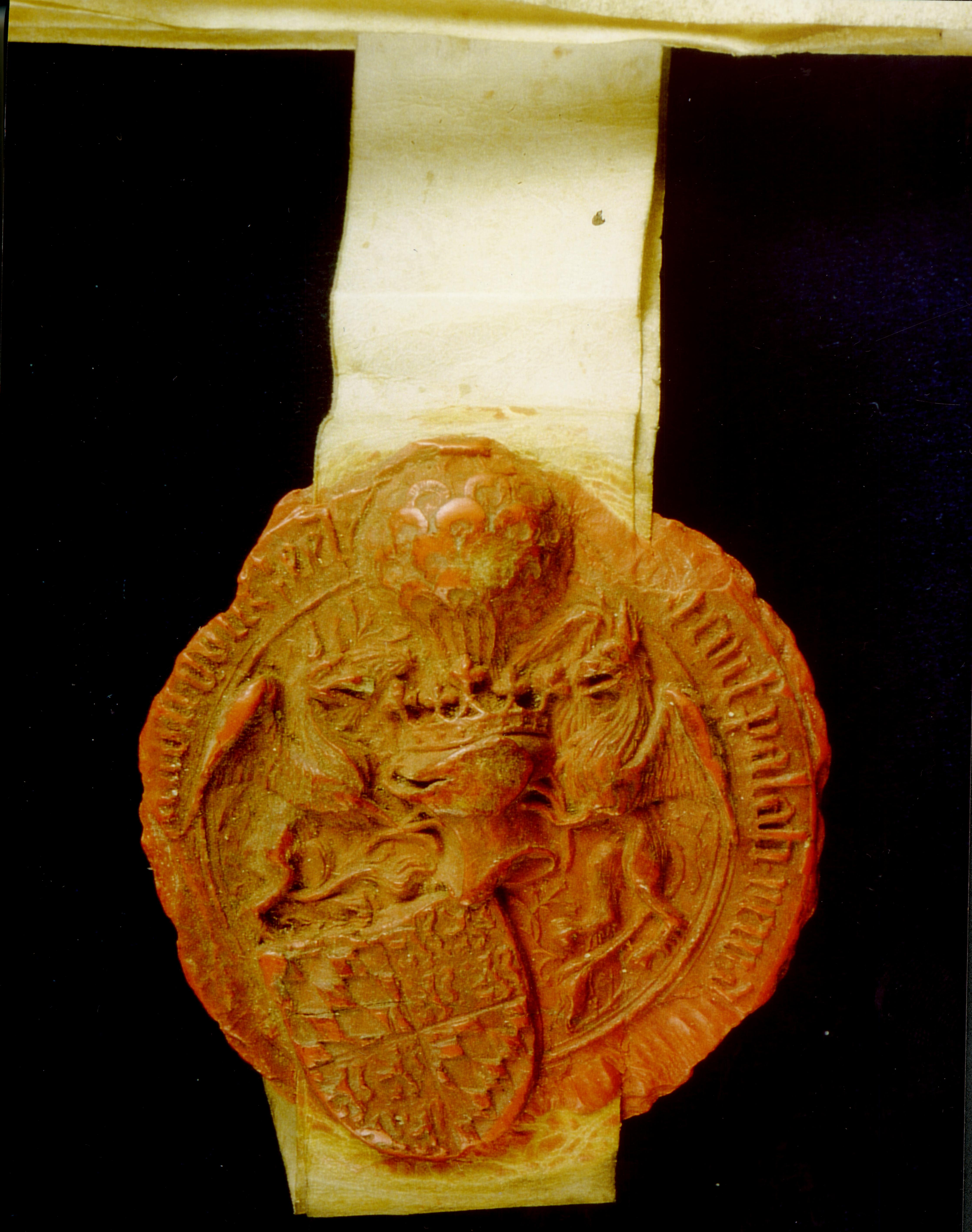
Zegel van hertog Johan III van Straubing-Holland (1433)

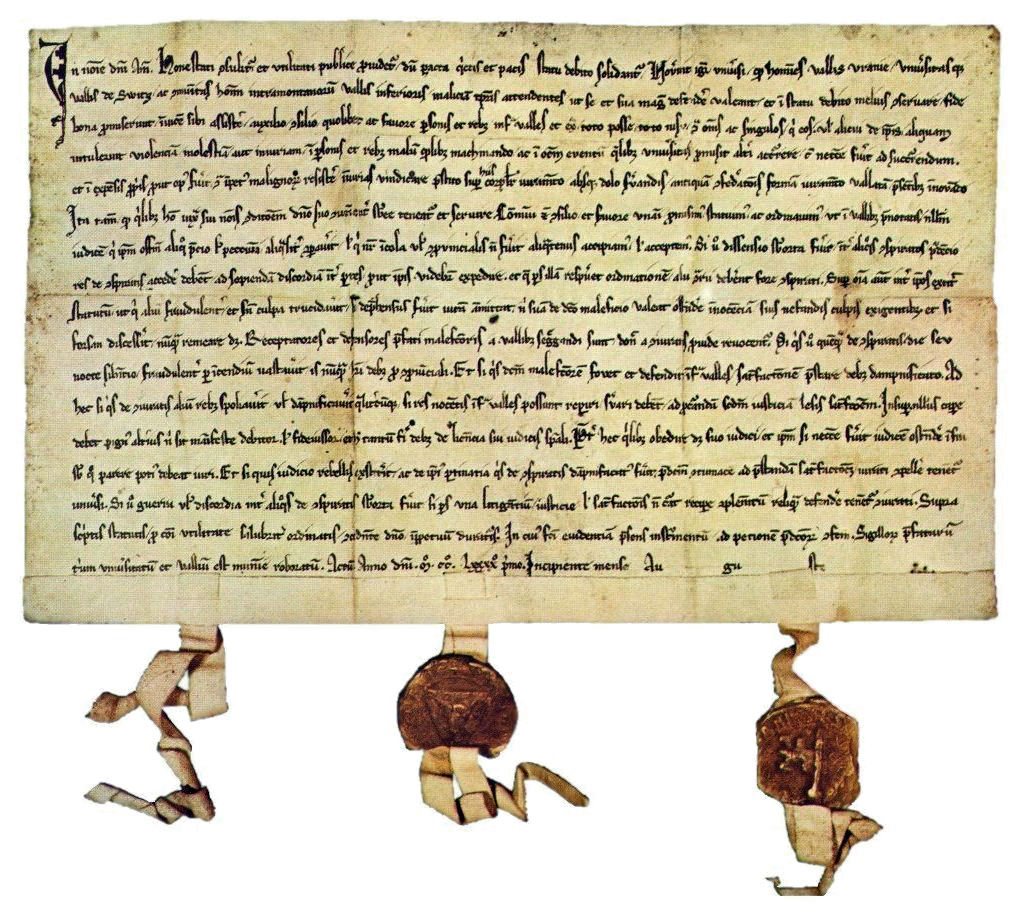
Oorkonde uit 1291 met nog twee aanhangende zegels

Een zegel is een door middel van een stempelafdruk gemaakte waarborg voor de echtheid van een fysiek document, bijvoorbeeld een oorkonde, of in het geval van bijvoorbeeld een envelop of een deur ook een waarborg dat deze niet ongeautoriseerd geopend en hersloten is (en in het geval van een envelop ook een waarborg dat deze niet is geopend en de inhoud in een nieuwe envelop is gestopt) en dus ook een waarborg dat de inhoud nog de originele is en ook niet ongeautoriseerd gelezen/bekeken is.
Het zegel is een kenteken van de zegeldrager. Deze kan door de afbeelding van het zegel geïdentificeerd worden. Met de term zegel wordt zowel de te stempelen afbeelding, als het van een afdruk voorziene materiaal aangeduid. Het gebruikte materiaal is al eeuwenlang vaak zegellak, maar nog langer geleden werd bijenwas gebruikt. Vaak wordt in dat geval ten onrechte ook van lakzegel gesproken. Het zegel komt voor in verschillende groottes en vormen en met zeer uiteenlopende afbeeldingen. De hulpwetenschap die zich met zegels bezighoudt heet zegelkunde, sigillografie, sfragistiek of met name in verband van de assyriologie ook glyptiek.

## Ontwikkeling

Monogram van Karel de Grote met de medeklinkers van Karolus

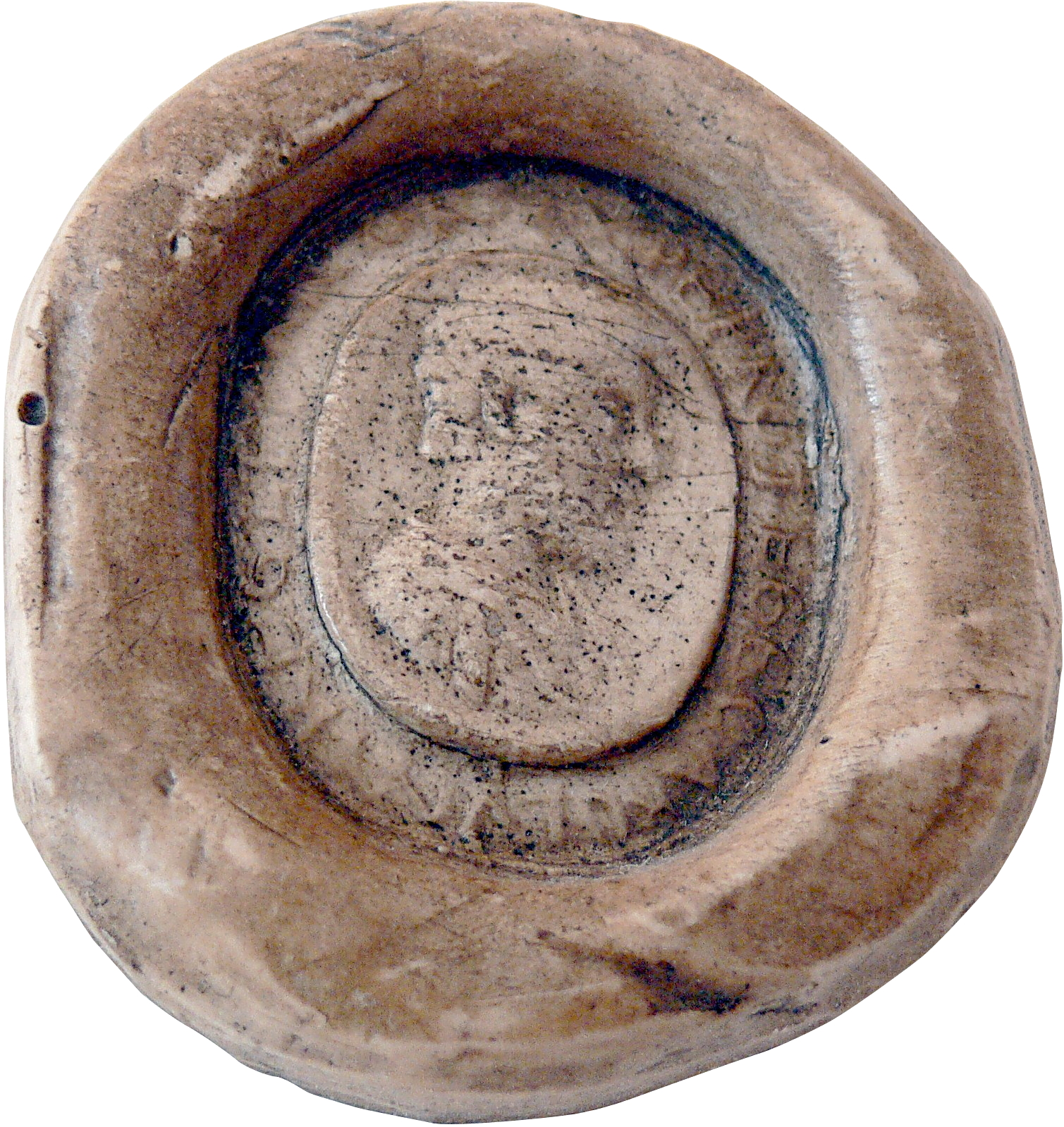
Zegel van Karel de Grote

Zegels waarbij met een stempel een afdruk werd gemaakt in een hard wordend materiaal werden al gebruikt in de Oudheid en hadden toen meestal de vorm van een zogeheten rolzegel. Rolzegels en hun afdrukken, gewoonlijk op klei, waren al in de Vroeg-dynastieke periode (ED) van Mesopotamië (vanaf 2900 v.Chr.) gemeengoed en hun studie, de glyptiek, is een belangrijke hulpwetenschap van de archeologie. De stijl van de afbeeldingen op de rolzegels zijn een goede aanwijzing van de periode (ED I, II, IIIa or IIIb) waaruit het zegel stamt. Het snijden van zegelstenen ontwikkelde zich al vroeg tot een ware kunstvorm.
In het Romeinse Rijk werden edelstenen met glyptische insnijdingen vaak als sieraden gedragen. Ze konden als zegelstenen gebruikt worden, maar soms hadden zij ook een magische achtergrond en werden zij als amulet gedragen. De afbeeldingen en teksten verwijzen vaak naar allerlei kwalen zoals jicht of ouderdom.
In de vroege middeleeuwen werden oorkondes doorgaans niet bezegeld, maar ondertekend met een monogram. Soms werden daarnaast ook nog wel zegels gebruikt, bijvoorbeeld door keizer Karel de Grote.
Pas in de 11e en 12e eeuw kwamen zegels meer en meer in gebruik om uiteindelijk het monogram bijna volledig te verdringen en hét waarmerk van de middeleeuwen te worden. De eersten die zegels gebruikten waren de keizer, koningen en de paus, gevolgd door de hoge adel en kerkvorsten. Sinds de 12e eeuw zegelden ook kloosters en steden, in de 13e eeuw gevolgd door lagere adel, wereldlijke organisaties en voorname burgers.
Toen in de loop van de middeleeuwen de bestuurlijke instellingen meer en meer schriftelijke stukken gingen produceren, kwamen vanaf de 13e eeuw voor de verschillende documenten meerdere zegels in gebruik. Tegelijkertijd nam, mede om representatieve redenen, de afmeting van het vorstelijke zegel dermate toe, dat het een grootzegel werd genoemd. Dit grootzegel bleef bedoeld voor de belangrijkste oorkondes. Voor minder belangrijke stukken kwamen er een of meerdere kleinere zegels, tot aan het signet als kleinste zegel voor persoonlijke brieven. Met deze variatie was het zegelwezen tegen het eind van de middeleeuwen op zijn hoogtepunt.

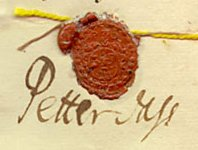
Een lakzegel op een brief

In het kader van renaissance en reformatie leerden vanaf de 16e eeuw steeds meer mensen schrijven en kwam naast het zegel de handtekening in gebruik om documenten en brieven te ondertekenen. Geleidelijk aan verloor het zegel terrein. Voor private aangelegenheden werden zegels alleen nog gebruikt om brieven mee te sluiten (verzegelen), maar ook dat gebruik verdween in de 19e eeuw. Deze functie werd korte tijd overgenomen door sluitzegels, die dezelfde vorm hebben als postzegels, maar zonder frankeerwaarde.
Voor officiële stukken zijn zegels tot op de dag van vandaag in gebruik gebleven, alleen dan meestal in de vorm van rubberstempels waarmee een inktafdruk op het document wordt gestempeld. Net als bij zegels wordt ook daarbij gesproken van een stempel voor zowel het gereedschap als de afdruk die daarmee gemaakt wordt. Alleen in monarchieën worden de meest plechtige oorkondes nog bezegeld met een grootzegel van was.

## Functies
Zegels kunnen op diverse manieren worden ingedeeld. De belangrijkste indeling is die naar grootte, hetgeen nauw verband houdt met de functie van het betreffende zegel:

### Grootzegel

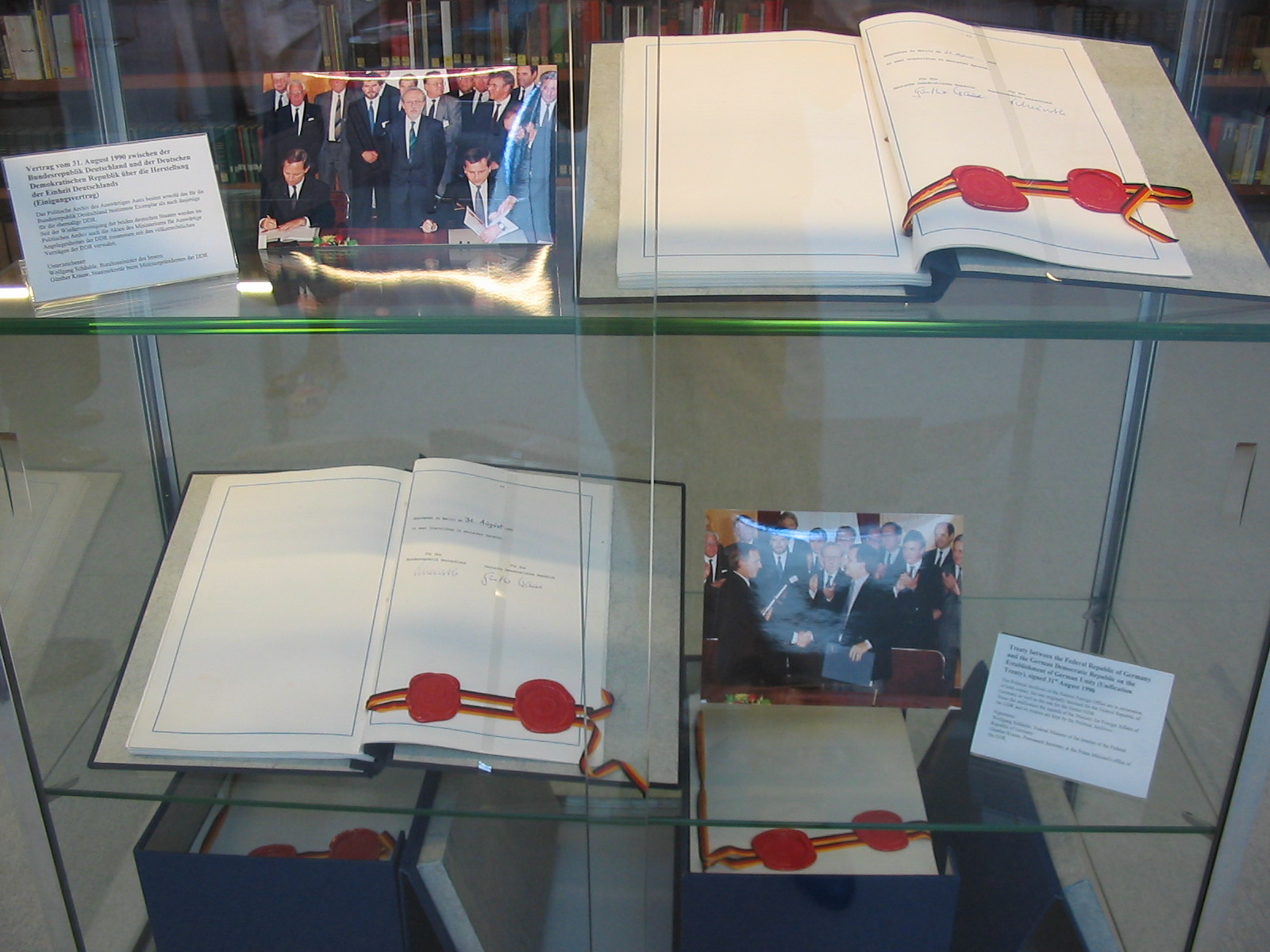
Het Duitse herenigingsverdrag uit 1990 met de grootzegels (in rode lak) van beide Duitslanden

Zoals de naam al aangeeft is een grootzegel een zegel van groot formaat. De diameter bedroeg soms wel 13 of 14 centimeter. Het grootzegel werd gebruikt voor de bekrachtiging van belangrijkste en meest plechtige oorkondes.
Ook tegenwoordig hebben de meeste staten nog een grootzegel, dat voornamelijk gebruikt wordt voor de bekrachtiging van documenten zoals internationale verdragen of belangrijke benoemingen. In monarchieën wordt het grootzegel bovendien gebruikt voor de akte van abdicatie van de vorst en voor adelsdiploma's. Het stempel voor het vervaardigen van een grootzegel werd vroeger bewaard door een kanselier of een grootzegelbewaarder en tegenwoordig vaak door een minister van justitie.

### Contrazegel
Het contra- of tegenzegel is een wat kleiner zegel dat als extra waarborg op de achterkant van een grootzegel werd gedrukt. Om die reden had dit contrazegel vaak een wat gecompliceerdere tekening en werd het stempel ook wel door een andere persoon bewaard dan degene die het grootzegelstempel in bewaring had. Een zegel met aan de achterzijde een contrazegel dat even groot is als het grootzegel aan de voorzijde, heet een muntzegel.

### Kleinzegel
Het klein- of geheimzegel was een nog weer kleiner zegel dat werd gebruikt om minder belangrijke documenten en brieven mee te bezegelen. De term geheim betekent niet dat het geheim was in de huidige betekenis van dat woord, maar dat het een meer persoonlijke aangelegenheid betrof. Het geheimzegel werd daarom door de vorst zelf of door zijn persoonlijk secretaris bewaard en gebruikt, terwijl het grootzegel en het contrazegel meestal in handen van een kanselier of grootzegelbewaarder was.

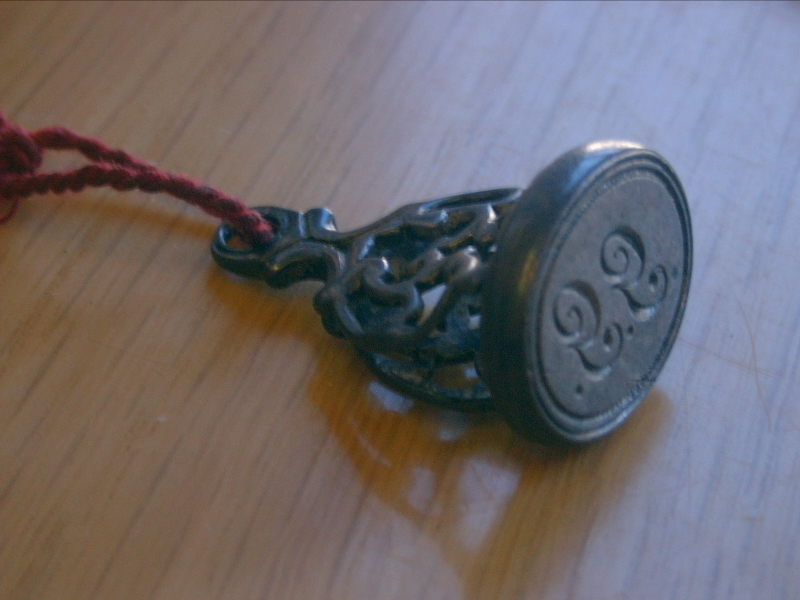
Een signetstempeltje van zilver met een monogram

### Signet
Een signet is de kleinste vorm van een zegel en wordt vervaardigd door middel van een klein stempeltje of een zegelring, ook wel ringzegel. Een signet kan gebruikt worden om de echtheid van een brief mee te bevestigen, maar werd meestal gebruikt om een brief zodanig mee te sluiten (te verzegelen) dat deze niet geopend kon worden, zonder het zegel te verbreken. Op deze manier konden ook allerlei andere voorwerpen, zoals pakketten, dozen en kisten verzegeld worden. In de late middeleeuwen werd een signet in bijenwas afgedrukt, maar na de ontdekking van zegellak in de tweede helft van de 16e eeuw, werden zulke zegels in zegellak afgedrukt. De zegelring die wordt gebruikt voor het vervaardigen van het signet van de paus heet de Vissersring.

## Uitvoering

### Materiaal
In de middeleeuwen werden bijna alle zegels vervaardigd van bijenwas, aanvankelijk kleurloos, maar later in diverse kleuren, waarbij rood en groen het meest voorkwamen. Voor extra bescherming werden de waszegels ook wel in houten en soms in metalen capsules geplaatst.

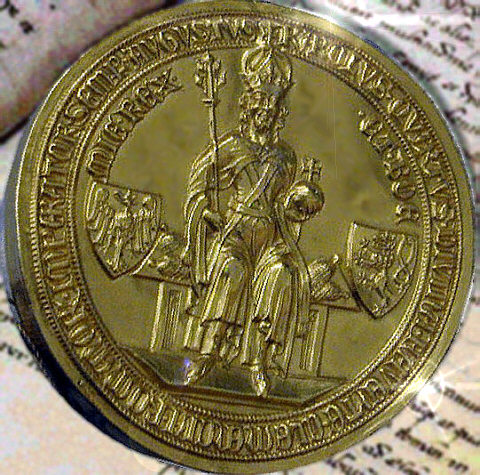
Het gouden bulzegel van Karel IV onder de gelijknamige oorkonde, de Gouden Bul uit 1356

In uitzonderlijke gevallen werden zegels zelf ook wel in metaal uitgevoerd. Voor oorkondes van de paus is dit zelfs tot op de dag van vandaag de regel. In plaats van een grootzegel in was, zoals gebruikelijk bij andere vorsten, worden pauselijke bullen voorzien van een klein loden zegel, waaraan deze documenten ook hun naam ontlenen: de bulla was een metalen amulet gedragen door Romeinse jongens.
De term bulzegel wordt bovendien gebruikt voor zegels in zilver of goud van de Oost-Romeinse en Rooms-Duitse keizers en de gouden zegels van Europese koningen. Naar het eraan hangende gouden zegel worden sommige van deze oorkondes zelf ook gouden bul genoemd, met als meest bekende de Gouden Bul van de Rooms-Duitse keizer Karel IV uit 1356, waarin enkele belangrijke staatsrechtelijke bepalingen voor het Heilige Roomse Rijk zijn vastgelegd.
Deze gouden en zilveren zegels zijn niet massief, maar vormen een dunne capsule van goud of zilver waarin de afbeelding van het zegel wordt aangebracht. Vervolgens wordt door deze capsule het koord getrokken waarmee het zegel aan de oorkonde hangt en ten slotte wordt dan de holle binnenkant opgevuld met vloeibaar gemaakte was.
In de late middeleeuwen werden kleinere waszegels ook wel bedekt met een stukje papier, waar het stempel dan doorheen werd gedrukt. Dit gaf extra stevigheid aan het zegel. Dezelfde methode werd ook toegepast met deeg in plaats van was. Dit zijn ouwel- of oblatenzegels.
Naast de zegels van deeg kwamen heel soms ook zegels van brood voor. Deze werden, als er geen bijenwas, lood of hars aanwezig was en toch dringend een zegel vervaardigd moest worden, gemaakt van brood en lijm. Deze zegels zijn wat dikker en robuuster, maar ook heel erg kwetsbaar wanneer ze in aanraking komen met vocht. Eveneens zeldzaam zijn papieren zegels, gemaakt van papierpap. Deze werden gemaakt door telkens een laagje papierpap aan te brengen, te laten drogen, weer een laagje aan te brengen en dan uiteindelijk het zegel erop te drukken.

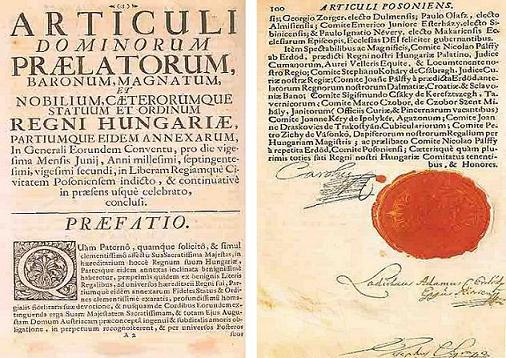
Groot lakzegel op een document van keizer Karel VI uit 1722

Na de ontdekking van zegellak in de tweede helft van de 16e eeuw, werden ringzegels bijna altijd in zegellak afgedrukt. Zulke zegels worden ook wel lakzegels genoemd. Zegellak is echter zeer breekbaar en daarom eigenlijk alleen geschikt voor kleinere zegels. Voor grote zegels is het taaiere bijenwas beter geschikt, maar desondanks worden ook grote zegels soms met zegellak vervaardigd.
Vanaf de 19e eeuw worden zegels steeds vaker direct in het papier van het betreffende document gedrukt met een speciale reliëf- of blinddruktang, de droogstempelzegel. Ook komt het voor dat zo'n reliëfzegel in een klein stukje papier wordt gedrukt, dat dan op een document wordt geplakt. Dit stukje papier is dan meestal rood en voorzien van een gekartelde rand, zodat het enigszins op een lakzegel lijkt. Dit soort zegels wordt vaak gebruikt op notariële akten, maar ook wel voor de grootzegel] op internationale verdragen.

### Kleuren
Traditioneel waren er sinds de middeleeuwen diverse kleuren was en later ook wel lak in gebruik, afhankelijk van wie de zegelaar was:
- Rode was voor het vervaardigen van zegels was aanvankelijk voorbehouden aan de keizer van het Heilige Roomse Rijk, die het recht om met rode was te zegelen ook aan zijn hoogste leenmannen, zoals rijksvorsten, prinsen en hertogen verleende.
- Groene was werd gebruikt voor de grootzegels van de Engelse en Franse koning en in het Heilige Roomse Rijk voor de zegels van bisdommen, kloosters, burgers en door edelen die niet het recht hadden om met rode was te zegelen.
- Blauwe was wordt in Engeland gebruikt voor oorkondes aangaande koninklijke familie.
- Witte was werd gebruikt voor de zegels van de rijkssteden in het Heilige Roomse Rijk en door de Franse Orde van de Heilige Geest.
- Zwarte was werd gebruikt door de patriarch van Jeruzalem en de grootmeesters van geestelijke ridderorden. Later werden zwarte lakzegels wel gebruikt voor rouwbrieven.

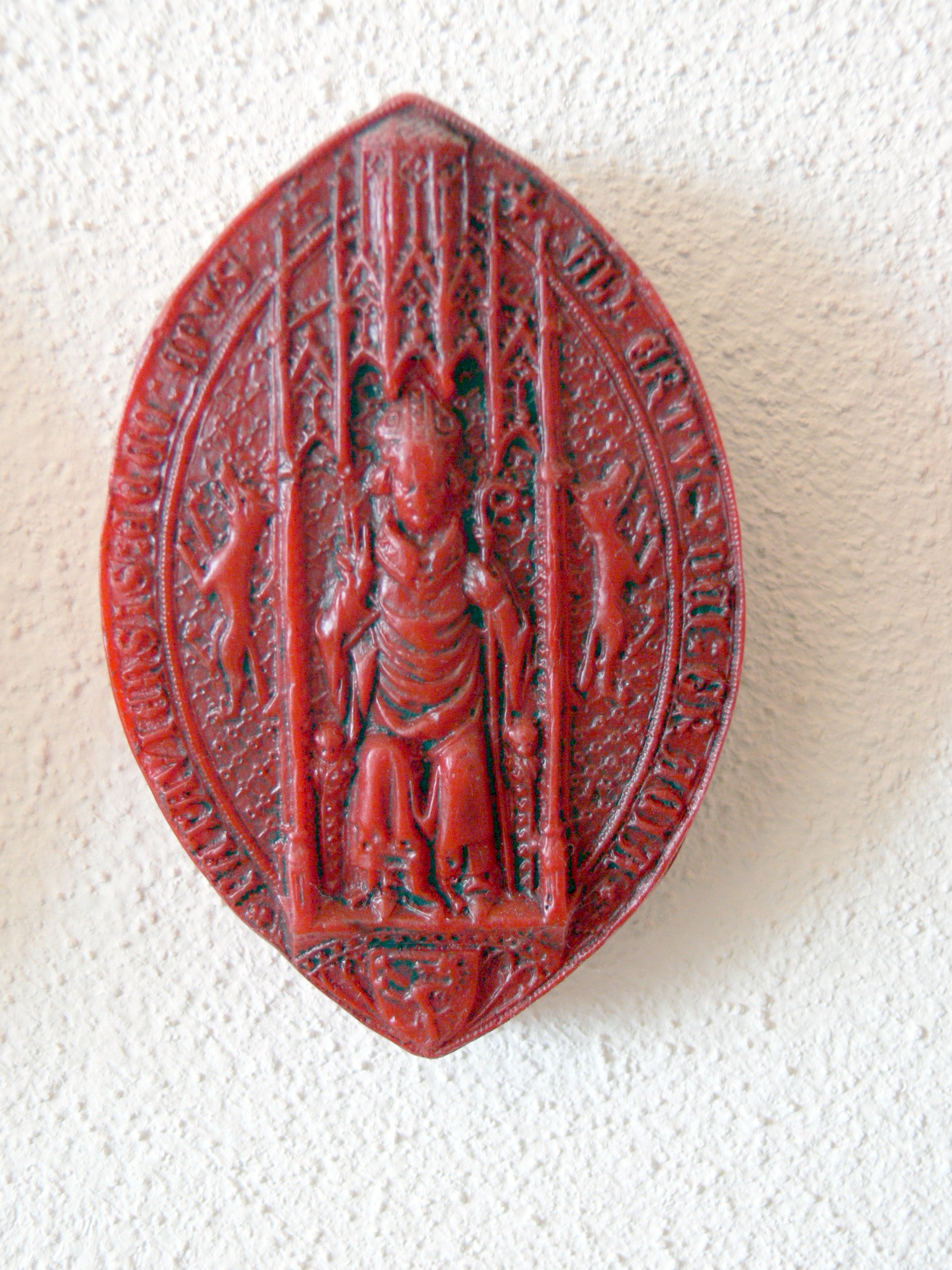
Spitsovaal zegel van de bisschop van Passau (1375)

### Vormen
De meeste zegels zijn rond van vorm, vooral omdat dit de beste afdruk oplevert. Daarnaast komen ook zegels voor die spitsovaal van vorm zijn. Deze werden met name gevoerd door bisschoppen, kloosters en andere religieuze instellingen en door adellijke dames. Ook de Nederlandse koningin Juliana voerde een grootzegel in deze vorm, waarop zij staand en in inhuldigingsgewaad was afgebeeld. Ten slotte kwamen in de late middeleeuwen soms zegels voor die andere vormen hadden, bijvoorbeeld ruitvormig, schildvormig of bloemvormig.

### Afbeeldingen
Een zegel fungeert als het kenteken van de zegeldrager en dient deze dan ook ondubbelzinnig te identificeren. Dat kan door middel van een symbool, een wapen en/of een naam in het randschrift. Aan de hand van de afbeeldingen kunnen zegels als volgt worden ingedeeld:
- Portretzegels vertonen een portret, dat echter geen realistische weergave van het gezicht van de zegelaar is. Dit is een van de oudst voorkomende afbeeldingen op zegels. Het zegel van keizer Karel de Grote is bijvoorbeeld een portretzegel.
- Wapenzegels vertonen het heraldische wapen van de zegelaar. Dit is één meest voorkomende afbeeldingen op zegels, aangezien een wapenschild weinig ruimte inneemt en toch voldoende onderscheidend vermogen heeft. Met name voor minder vermogenden was de voor een zegel benodigde bijenwas tamelijk duur. Wapenzegels werden gevoerd door edelen, notabele burgers en door steden, die echter ook wel zegels met een gestileerd stadsgezicht of stadsmuren voerden.
- Ruiterzegels vertonen een afbeelding van de zegelaar in volledige wapenrusting op een galopperend paard. Om dit met voldoende onderscheidend vermogen te kunnen afbeelden, waren ruiterzegels meestal groter dan wapenzegels. Een variant van het ruiterzegel is het jachtzegel, waarop de zegelaar eveneens te paard is afgebeeld, maar nu met een valk op de hand en begeleid door een hond.
- Troonzegels of Majesteitszegels vertonen de vorst in vol ornaat gezeten op een troonzetel. Het grootzegel vertoonde bijna altijd een afbeelding van een tronende vorst, vaak ook omringd door de wapens van zijn land(en) en andere symbolen van zijn heerschappij.
- Monogramzegels vertonen alleen het monogram van de zegelaar. Deze zegelafbeeldingen kwamen op in de 17e eeuw bij personen uit de burgerij die geen familiewapen hadden, maar toch wilden of moesten kunnen zegelen. Vergelijkbaar hiermee zijn zegels met een huismerk.

## Vervaardiging

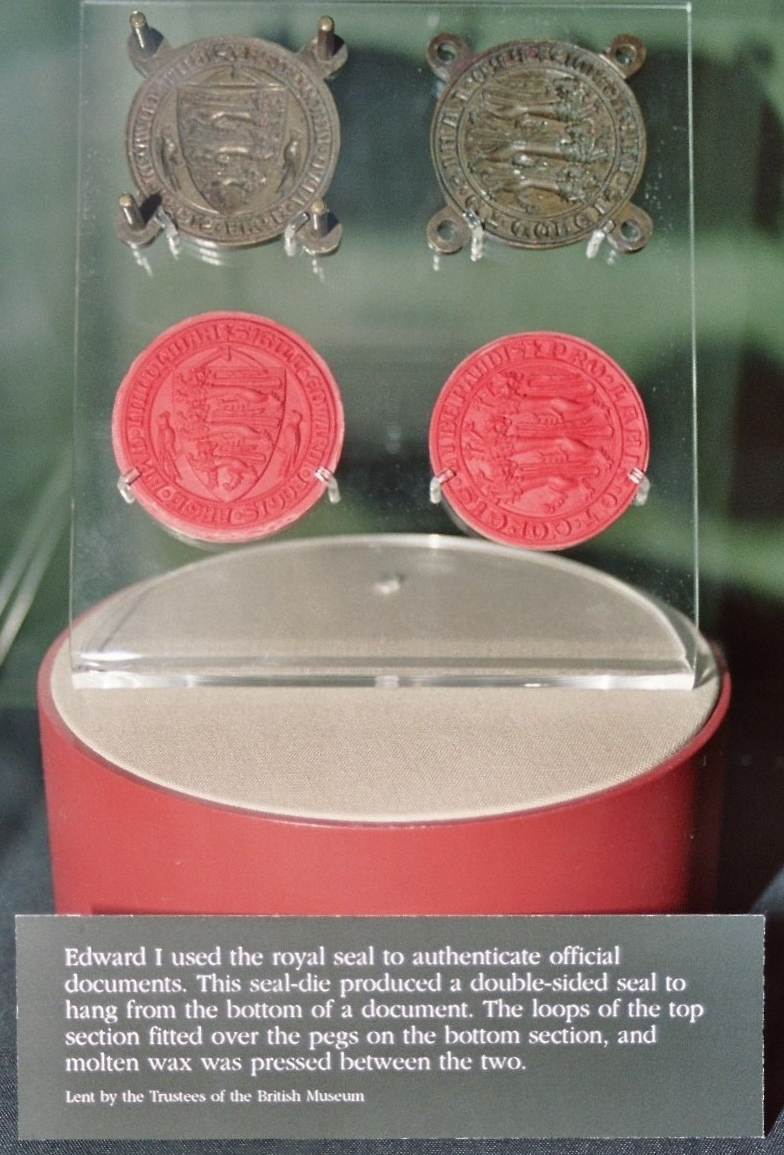
Zegelstempels en afdrukken van het muntzegel van koning Eduard I van Engeland

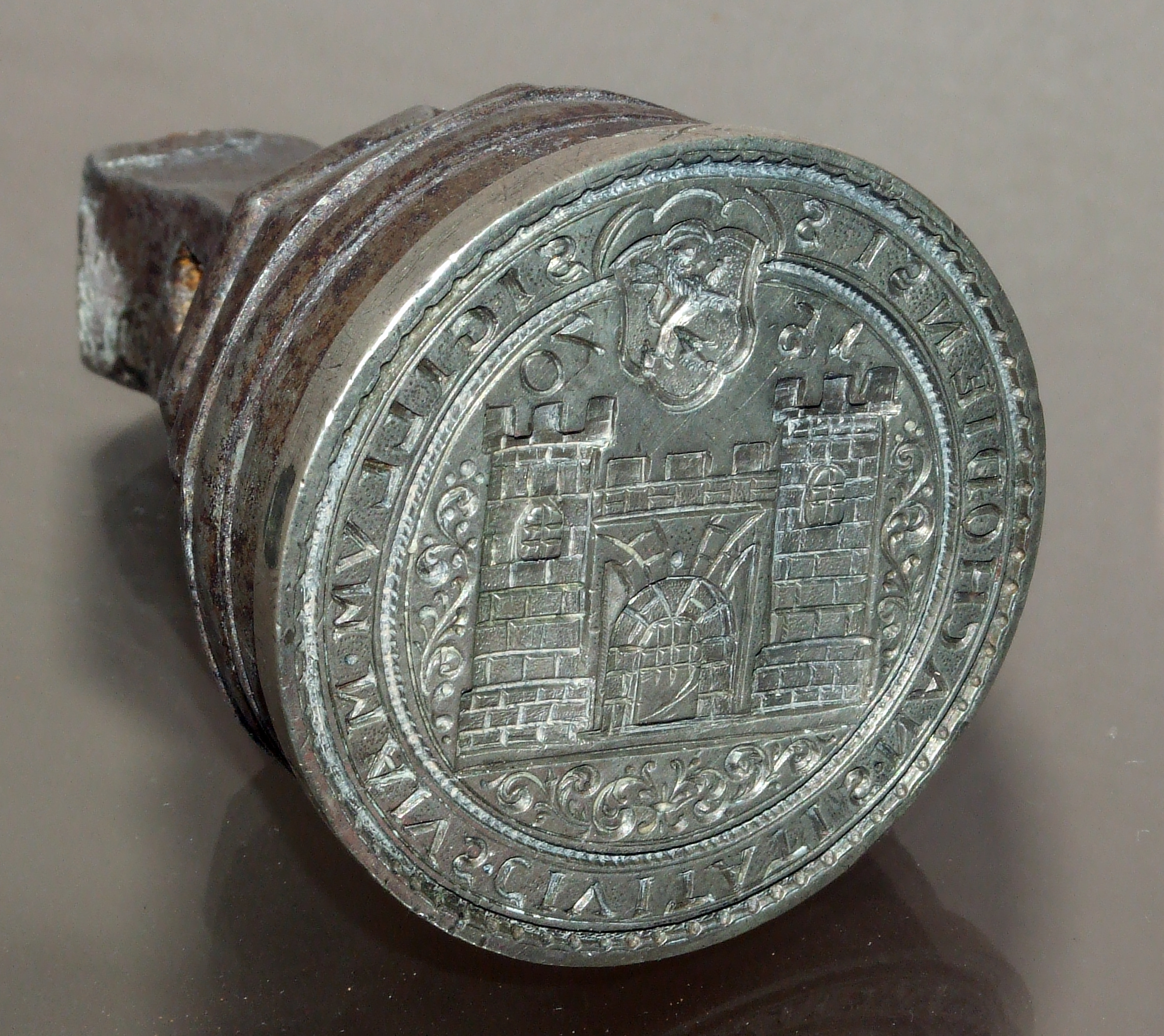
Zegelstempel van de Tsjechische stad Náchod, 1570

Zegels worden vervaardigd door middel van een zegelstempel waarin in spiegelbeeld een afbeelding gegraveerd is. Deze afbeelding wordt in een zachte substantie gedrukt die na uitharding het uiteindelijke zegel vormt. In de loop der tijd zijn voor de vervaardiging van zegels vele verschillende materialen gebruikt, maar gedurende de middeleeuwen werden de meeste zegels gemaakt van bijenwas.
In de vroege middeleeuwen werden zegels van was direct op het document zelf gedrukt. Deze manier was echter niet heel duurzaam en daarom werden zegels later door middel van een koord of een strook perkament aan het document bevestigd. Door gaten of een snee in het perkament werd het koord of de strook getrokken, waarvan de uiteinden met het zegel werden vastgemaakt.
Voor kleinere zegels werden twee plakjes bijenwas genomen die eerst in heet water zacht werden gemaakt. Vervolgens werd op het ene plakje het koord van het document gelegd en werd daarop weer het andere plakje gelegd, waarna daarin dan het zegelstempel werd gedrukt, waardoor beide plakjes en het koord samensmolten. De zegelstempels bestonden uit een schijf, waarin de afbeelding van het zegel in spiegelbeeld was uitgesneden. Meestal waren deze stempels van koper, maar ook kwamen wel loden en soms zelfs gouden stempels voor. Voor kleinere zegels hadden deze stempels een handvat van hout, metaal of ivoor.
Stempels voor grote zegels hadden doorgaans geen handvat, omdat het vervaardigen op de omgekeerde manier plaatsvond: de stempelschijf werd met de afbeelding naar boven op tafel gelegd. Vervolgens werd daar met de hand een zacht gemaakte plak was op gedrukt. Daarna werd hier het koord of de perkamentstrook van het document op gelegd en kwam er een tweede plak was overheen. Dit alles werd met kracht samengedrukt en ten slotte werd op de achterzijde het contrazegel gedrukt. In de was rondom het kleinere contrazegel zijn dan vingerafdrukken te zien.

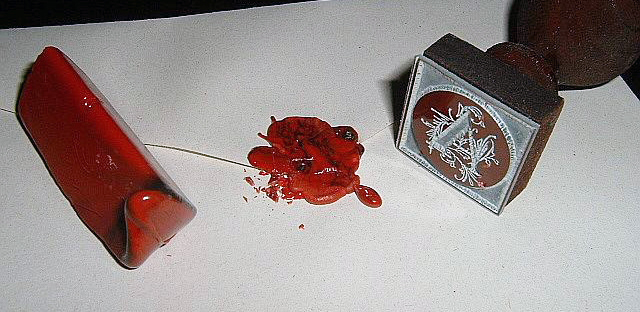
Een lakzegel, tussen een staaf zegellak en een zegelstempel

Voor het vervaardigen van de lakzegels die sinds eind 16e eeuw in gebruik kwamen, werd een staafje zegellak in een kaarsvlam verhit totdat er druppels op het te zegelen document vielen. Als de druppel groot genoeg was, werd in deze nog half vloeibare zegellak het zegelstempel of de zegelring gedrukt. Snel daarna hardt de lak volledig uit. Omdat deze methode een stuk simpeler is dan het vervaardigen van waszegels, werd hun plaats al gauw overgenomen door lakzegels. Alleen voor grotere zegels en grootzegels bleef was in gebruik.
De reliëfzegels die sinds de 19e eeuw in gebruik kwamen worden ten slotte met behulp van een speciale reliëf- of blinddruktang vervaardigd. Anders dan bij de eerderbeschreven zegelstempels, is zo'n tang voorzien van twee stempelplaten: eentje met de afbeelding in bas-reliëf en eentje met de afbeelding in in haute-reliëf in spiegelbeeld, zodanig dat de twee platen nagenoeg exact in elkaar passen. Door het papier van een document daartussen samen te persen, wordt daarin de zegelafbeelding in reliëf aangebracht.

## Zegels in de Verenigde Staten

Het zegel van de president van de Verenigde Staten

In de Verenigde Staten van Amerika wordt de term zegel (seal) tegenwoordig vooral gebruikt voor een soort logo van een overheidsorgaan, een gezagsdrager of een overheidsinstelling, dat dezelfde opbouw heeft als een traditioneel Europees zegel. Het is een ronde voorstelling, met in het midden een symbolische of heraldische afbeelding, met daaromheen een brede rand, waarin als randschrift de naam van de organisatie of gezagsdrager staat.
Anders dan de zegels die in reliëf (kunnen) worden afgedrukt, zijn deze Amerikaanse overheidszegels bijna altijd gekleurd, waardoor ze ook dicht in de buurt komen van heraldische wapens. Bij gebrek aan een traditie van heraldische wapens, hebben deze Amerikaanse zegels vaak eenzelfde functie gekregen als die van het wapen in Europa. Zo fungeert het Grootzegel van de Verenigde Staten tevens als het wapen van de VS. Ook in andere landen die geen traditie van heraldische wapens hebben, worden vergelijkbare zegels als wapen gebruikt.
Naast overheidsinstellingen hebben ook organisaties zoals universiteiten vergelijkbare zegels. Veel bedrijven gebruiken eveneens bedrijfsstempels of bedrijfszegels met het logo van het bedrijf erop.

## Zegels in Oost-Azië

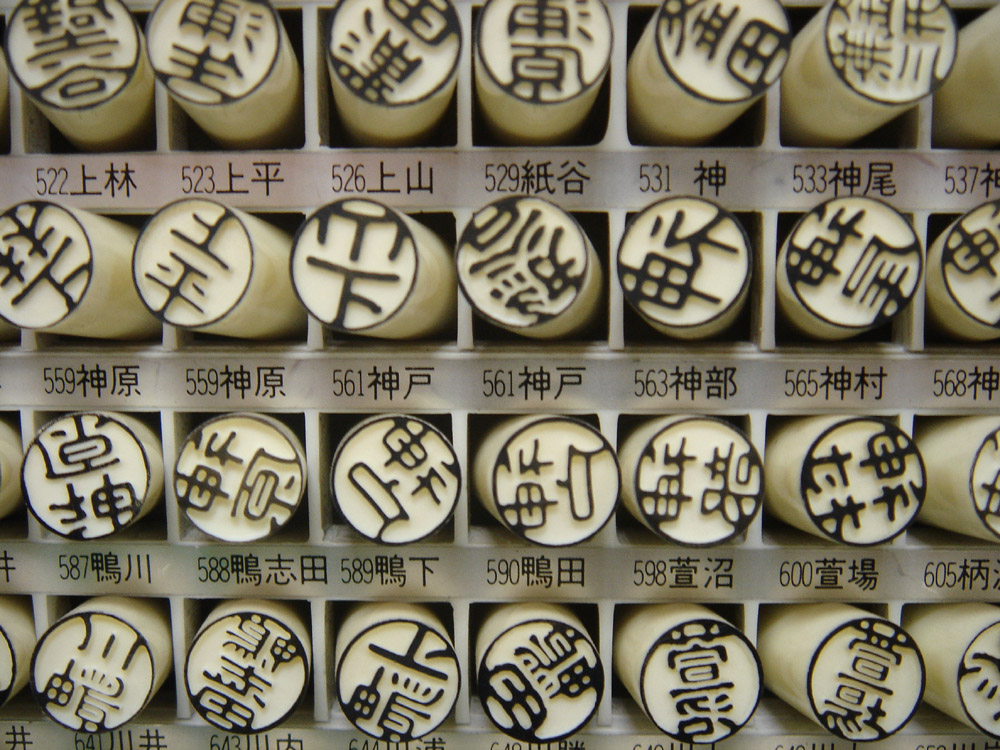
Japanse zegelstempeltjes

In landen als China, Japan en Korea worden al inktstempelzegels gebruikt zo lang de schrijfkunst bekend is. Tot op de dag van vandaag zijn inktstempels in gebruik als waarborg voor de echtheid van documenten, dit in plaats van de in de westerse wereld gebruikelijke handtekening. Mensen die regelmatig zakendoen in het Verre Oosten laten daarom ook vaak een eigen zegel vervaardigen.
Zowel individuele personen, organisaties, als overheidsinstellingen hebben hun eigen zegels, vaak in verschillende formaten voor verschillende gelegenheden. Doorgaans bestaat het zegel uit tekens die de naam van de persoon of de organisatie weergeeft, maar het kan ook een versje of een motto zijn. De stempels worden uit allerlei materialen gesneden, zoals hout, speksteen of zelfs jade. De afdruk wordt gemaakt met een felrode verf, die vroeger met cinnaber en tegenwoordig synthetisch wordt gemaakt.

## Huidig gebruik

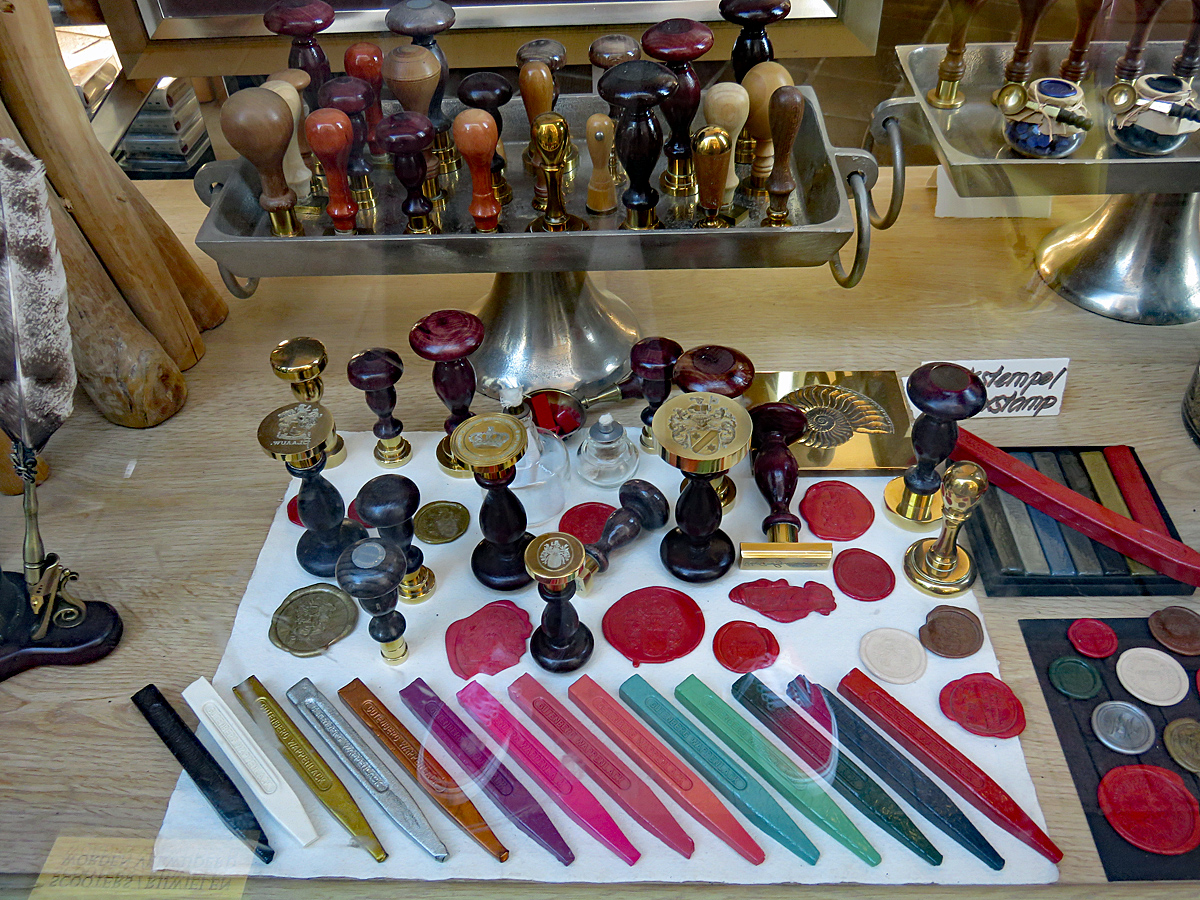
Moderne zegelstempels en zegellak in een etalage in Amsterdam (2018)

Zegels worden nog steeds gebruikt op bepaalde officiële, openbare documenten (bijvoorbeeld overeenkomsten of vredesverdragen) en in beperkte mate ook op persoonlijke correspondentie.
Op plaatsen in België waar nog met een potlood gestemd wordt, worden de bundels stembiljetten met een lakzegel verzegeld om ze te vervoeren van het stembureau naar het telbureau.
Zegels spelen een belangrijke rol in het kerkrecht. Iedere priester moet daarom een eigen zegel bezitten en een afdruk daarvan aan zijn superieuren sturen. Reliekschrijnen moeten ook verzegeld zijn. Na het overlijden van een paus worden diens vertrekken in het Apostolisch Paleis in Vaticaanstad en in de zomerresidentie in Castel Gandolfo door de camerlengo met een lakzegel verzegeld. De zegelstempels en de vroeger als zegelring gebruikte vissersring van de overleden regerende paus worden direct na het overlijden met een hamertje stukgeslagen.
Het ministerie van Buitenlandse Zaken verzegelt de zak met diplomatieke post. Onder de regels van het Verdrag van Wenen kunnen ook koffers en zelfs containers als diplomatieke post verzegeld worden.
Een deurwaarder kan een huis waarop beslag is gelegd verzegelen en ook de politie kan een plaats delict verzegelen. Het verbreken van dergelijke zegels is een misdrijf.
Notarissen gebruiken hun ambtszegel om bijlagen aan de akte vast te maken. Ook wordt dit geplaatst onder afschriften van akten, om de echtheid van dat afschrift te bevestigen.
De kisten van de in de grafkelder van Oranje-Nassau onder de Nieuwe Kerk in Delft bijgezette Oranje's worden na de bijzetting door de Minister van Justitie en een functionaris van het hof tweemaal verzegeld.